# Verdienstkreuz (Reuß)
Das Verdienstkreuz der beiden Linien des Hauses Reuß wurde als Zivil-Ehrenkreuz für inländische Hof- und Staatsdiener gestiftet.
Für die jüngere Linie Reuß war der Stifter Heinrich LXVII. Stiftungsdatum war der 20. Oktober 1857. Etwa 11 Monate später stiftete der Fürst Heinrich XX. am 15. September 1858 diese gleichnamige Auszeichnung für die ältere Linie. 

## Klassen
Für beide Fürstentumslinien waren zwei Klassen eingerichtet worden.
1. Klasse in Gold
2. Klasse in Silber

1859 (jüngere Linie) und 1867 (ältere Linie) wurde eine silberne Verdienstmedaille affiliiert.

## Aussehen
Ein goldenes, beziehungsweise ein silbernes Kreuz mit vier bogenförmig geschweiften Armen bildete die Dekoration. Ein gedrehtes, erhaben geprägtes „Schnürchen“ zierte das Kreuz. Die jüngere Linie hatten die Schnürchen etwas vom Rand abgerückt.
Die Kreuzmitte hatte ein rundes, von einem grün emaillierten Eichenkranz umgebenes Medaillon. Auf der Vorderseite stand für beide Fürstentümer gleich in Gold die Inschrift „Für treue Dienste“. Im Revers war für die jüngere Linie die verschlungenen Initialen „F.R.“ mit einer goldenen Krone und die andere Linie hatte zusätzlich die Regentenzahl „XX“. Für die Ehrung von militärischen Verdiensten hatte nur das Kreuz der jüngeren Linie unter dem Mittelfeld zwei gekreuzte Schwerter, die in den Kreuzwinkeln sichtbar waren. Die ältere Linie verzichtete auf die Anwendung als Militärverdienstorden.

## Band
Das Band war für die Fürstentumslinien unterschiedlich.
Das Band der jüngeren Linie war einfarbig amarantrot und hatte keine Randstreifen, das der älteren Linie hatte die Farbe ultramarinblau und einen amarantroten Streifen auf beiden Bandseiten.